# راجو راي
راجو راي (بالإنجليزية: Raju Rai) هو لاعب كرة الريشة أمريكي، ولد في 3 فبراير 1983 في لورينسفيل في الولايات المتحدة.

## وصلات خارجية
- راجو راي على موقع BWF.tournamentsoftware.com (الإنجليزية)
- راجو راي على موقع BWFbadminton.com (الإنجليزية)
- راجو راي على موقع اللجنة الأولمبية الدولية (الإنجليزية)
- راجو راي على موقع أوليمبيديا (الإنجليزية)
- راجو راي على موقع اللجنة الأولمبية والبارالمبية الأمريكية (الإنجليزية)